# رئاسة كالفن كوليدج
بدأت ولاية كالفن كوليدج بصفته الرئيس الثلاثين للولايات المتحدة بتاريخ 2 أغسطس عام 1923، عندما أصبح رئيسًا بعد وفاة سلفه، وانتهت هذه الولاية في 4 مارس عام 1929. شغل كوليدج، وهو جمهوري من ماساتشوستس، منصب نائب الرئيس لمدة عامين و151 يومًا، عندما تولى الرئاسة بعد وفاة وارين جي هاردينغ المفاجئة. انتخب كوليدج لولاية كاملة مدتها أربع سنوات في عام 1924، واكتسب سمعة بأنه تحرري محافظ. خلف كوليدج وزير التجارة السابق هربرت هوفر بعد الانتخابات الرئاسية في عام 1928.
تعامل كوليدج ببراعة مع ما حدث في أعقاب عدة فضائح لإدارة هاردينغ، وبحلول نهاية عام 1924 كان قد أقال معظم المسؤولين المتورطين في هذه الفضائح. ترأس اقتصادًا قويًا وسعى إلى تقليص الدور التنظيمي الذي تلعبه الحكومة الفيدرالية. نجح كوليدج إلى جانب وزير الخزانة أندرو ميلون، في سن ثلاثة تخفيضات ضريبية كبرى. عمل كوليدج باستخدام السلطات المفوضة له بموجب قانون فوردني-ماكومبر للرسوم الجمركية في عام 1922، على الإبقاء على أسعار الرسوم الجمركية مرتفعة من أجل حماية التصنيع الأمريكي. منع تمرير مشروع قانون إغاثة ماكناري-هاوغن الزراعي الذي كان من شأنه أن يورط الحكومة الفيدرالية في الأزمة الزراعية المستمرة التي أثرت على الكثير من المجتمعات الريفية. اجتمع الاقتصاد القوي مع ضبط الإنفاق الحكومي لإنتاج فوائض حكومية ثابتة، وتراجع إجمالي الدين الفيدرالي بمقدار الربع أثناء رئاسة كوليدج. وقع كوليدج أيضًا على قانون الهجرة لعام 1924، الذي قيد بشكل كبير الهجرة إلى الولايات المتحدة. في السياسة الخارجية، استمر كوليدج في إبقاء الولايات المتحدة خارج عصبة الأمم، ولكنه انخرط في العمل مع الزعماء الأجانب ورعى ميثاق كيلوج برييان لعام 1928.
حظي كوليدج بإعجاب كبير خلال فترة وجوده في المنصب، وفاجأ الكثيرين برفضه السعي لولاية أخرى. غضب الرأي العام من كوليدج بعد فترة قصيرة من مغادرته لمنصبه حيث سقطت الدولة في الكساد الكبير. ربط العديدون انهيار الأمة الاقتصادي بقرارات كوليدج السياسية، والتي لم تفعل شيئًا لتثبيط المضاربات المالية المضطربة التي كانت جارية وجعلت الكثيرين عرضة للدمار الاقتصادي. رغم أن سمعته شهدت نهضة خلال إدارة رونالد ريغان، فإن التقييمات الحديثة لرئاسة كوليدج منقسمة. كان يتم تملقه من قبل المدافعين عن الحكومة الصغيرة ومبدأ عدم التدخل؛ أما مؤيدو الحكومة المركزية النشطة كانوا أقل رضا عنه، في حين يمدح الجانبين دعمه للمساواة العرقية.

## وصوله إلى المنصب
تم ترشيح كوليدج، الذي شغل منصب حاكم ماساتشوستس منذ عام 1919 حتى عام 1921، في المؤتمر الوطني للحزب الجمهوري لعام 1920 في بطاقة وارين جي هاردينغ لمنصب الرئيس وبطاقة كوليدج لمنصب نائب الرئيس. أصبح كوليدج نائب رئيس الولايات المتحدة بعد فوز بطاقة الحزب الجمهوري في الانتخابات الرئاسية عام 1920. بتاريخ 2 أغسطس، 1923، توفي الرئيس هاردينغ بشكل غير متوقع عندما كان في جولة خطابية في الولايات المتحدة الغربية. كان نائب الرئيس كوليدج يزور منزل عائلته في فيرمونت عندما تلقى رسالة من مرسال عن وفاة هاردينغ. أدار والد كوليدج، وهو كاتب عدل، أداء اليمين في صالة استقبال العائلة عند الساعة 2:37 صباحًا من 3 أغسطس عام 1923. في اليوم التالي، سافر كوليدج إلى العاصمة واشنطن حيث أدى اليمين الدستوري مرة أخرى أمام قاضي المحكمة العليا أدولف إيه هويلينغ جونيور، في مقاطعة كولومبيا. خاطب كوليدج الكونغرس عندما اجتمع مجددًا في 6 ديسمبر، 1923، وأعرب عن دعمه للعديد من سياسات هاردينغ، بما فيها عملية إعداد الميزانية الرسمية التي انتهجها هاردينغ وتنفيذ القيود المفروضة على الهجرة.

## إدارته
رغم أن قلة من الوزراء الذين عينهم هاردينغ كانوا مشمولين بالفضيحة، فإن كوليدج أبقاهم جميعًا في البداية من منطلق اقتناعه الشديد بأنه وباعتباره خلفًا للرئيس المنتخب المتوفى، فإنه ملزم بالحفاظ على مستشاري سلفه وسياساته حتى الانتخابات التالية. أبقى على كاتب خطابات هاردينغ البارع جودسون تي ويلفر؛ حل ستيوارت كروفورد محل ويلفر في نوفمبر عام 1925. عين كوليدج سي باسكوم سليمب، عضو الكونغرس عن ولاية فيرجينيا وسياسي فيدرالي خبير، ليعمل بشكل مشترك مع إدوارد تي كلارك، منظم الحزب الجمهوري في ماساتشوستس كان قد استبقاه من طاقم موظفي نائب الرئيس، ليكونا سكرتيري الرئيس (وهو منصب يعادل منصب رئيس موظفي البيت الأبيض حديثًا).
ربما كان أقوى شخص في حكومة كوليدج هو وزير الخزانة أندرو ميلون، الذي كان يتحكم بالسياسة المالية التي تنتهجها الإدارة واعتبره العديدون أقوى من كوليدج نفسه، بمن فيهم زعيم الأقلية في مجلس النواب جون نانس غارنر. كان لوزير التجارة هربرت هوفر مكانة بارزة في حكومة كوليدج، وذلك يرجع جزئيًا إلى أن كوليدج وجد فائدة في قدرة هوفر على كسب الترويج الإعلامي الإيجابي من خلال مقترحاته الداعمة لقطاع الأعمال. أدار وزير الخارجية تشارلز إيفانز هيوز السياسة الخارجية لكوليدج إلى أن استقال في عام 1925 بعد إعادة انتخاب كوليدج. حل محله فرانك بي كيلوغ، الذي شغل في السابق منصب عضو في مجلس الشيوخ وسفير لدى بريطانيا العظمى. قام كوليدج بتعيينين بعد إعادة انتخابه، حيث عين ويليام إم جاردن في منصب وزير الزراعة وجون جي سارجنت في منصب النائب العام. لم يعين كوليدج سارجنت إلا بعد أن رفض مجلس الشيوخ اقتراحه الأول تشارلز بي وارين، الذي كان أول مرشح لمجلس الوزراء رفضه مجلس الشيوخ منذ عام 1868. لم يكن لدى كوليدج نائب رئيس خلال فترة ولايته الأولى، لكن تشارلز دوز أصبح نائب الرئيس في بداية ولاية كوليدج الثانية. تعارض دوز وكوليدج بشأن سياسة المزارع وغيرها من القضايا.

## التعيينات القضائية
عين كوليدج شخصًا واحدًا في المحكمة العليا للولايات المتحدة هو هارلان فيسك ستون. كان ستون زميل كوليدج من كلية أميرست، ومحامٍ في وول ستريت، وجمهوري محافظ. كان ستون يشغل منصب عميد كلية الحقوق في كولومبيا عندما عينه كوليدج ليكون النائب العام في عام 1924 لاستعادة السمعة التي شوهها النائب العام لهاردينغ، هاري إم دورتي. أثبت ستون إيمانه الشديد بالضبط القضائي وكان يعتبر واحدًا من ثلاثة قضاة ليبراليين يصوتون غالبًا لصالح تشريع الصفقة الجديدة.
رشح كوليدج 17 قاضيًا في محاكم استئناف الولايات المتحدة، و61 قاضيًا في محاكم المقاطعات. عين جينيفيف آر كلاين في محكمة جمارك الولايات المتحدة، ليجعل كلاين بذلك أول امرأة تعمل في السلطة القضائية الاتحادية. وقع كوليدج أيضًا قانون القضاء لعام 1925، متيحًا بذلك مزيدًا من السلطة التقديرية للمحكمة العليا تجاه أعباء عملها.